# MusikCube
MusikCube is een opensourcemuziekspeler voor Windows met een ingebouwde muziekbibliotheek. Naast MP3 is er ondersteuning voor OGG, FLAC en compact disc. Versie 1.0 werd uitgegeven op 2 december 2006. Versie 1.1 volgde op 23 maart 2012.
De bedoeling van musikCube, of kort mC, is om zo intuïtief en attractief mogelijk te blijven zonder de computer te veel te belasten. MC draait in tegenstelling tot andere spelers niet rond eye candy. Hierdoor is er geen ondersteuning voor thema's aanwezig. Wel is er de mogelijkheid om via plug-ins de functionaliteit uit te breiden.
Het programma wordt gedeeltelijk vrijgegeven onder de BSD-licentie.

## Eigenschappen
- Laag geheugenverbruik
- Propere, intuïtieve gebruikersinterface
- Snelle navigatie
- Ondersteuning voor Drag & drop
- Batch-tagging
- Ingebouwde crossfader
- Ingebouwde cd-ripper